# Dorfkirche Glindow

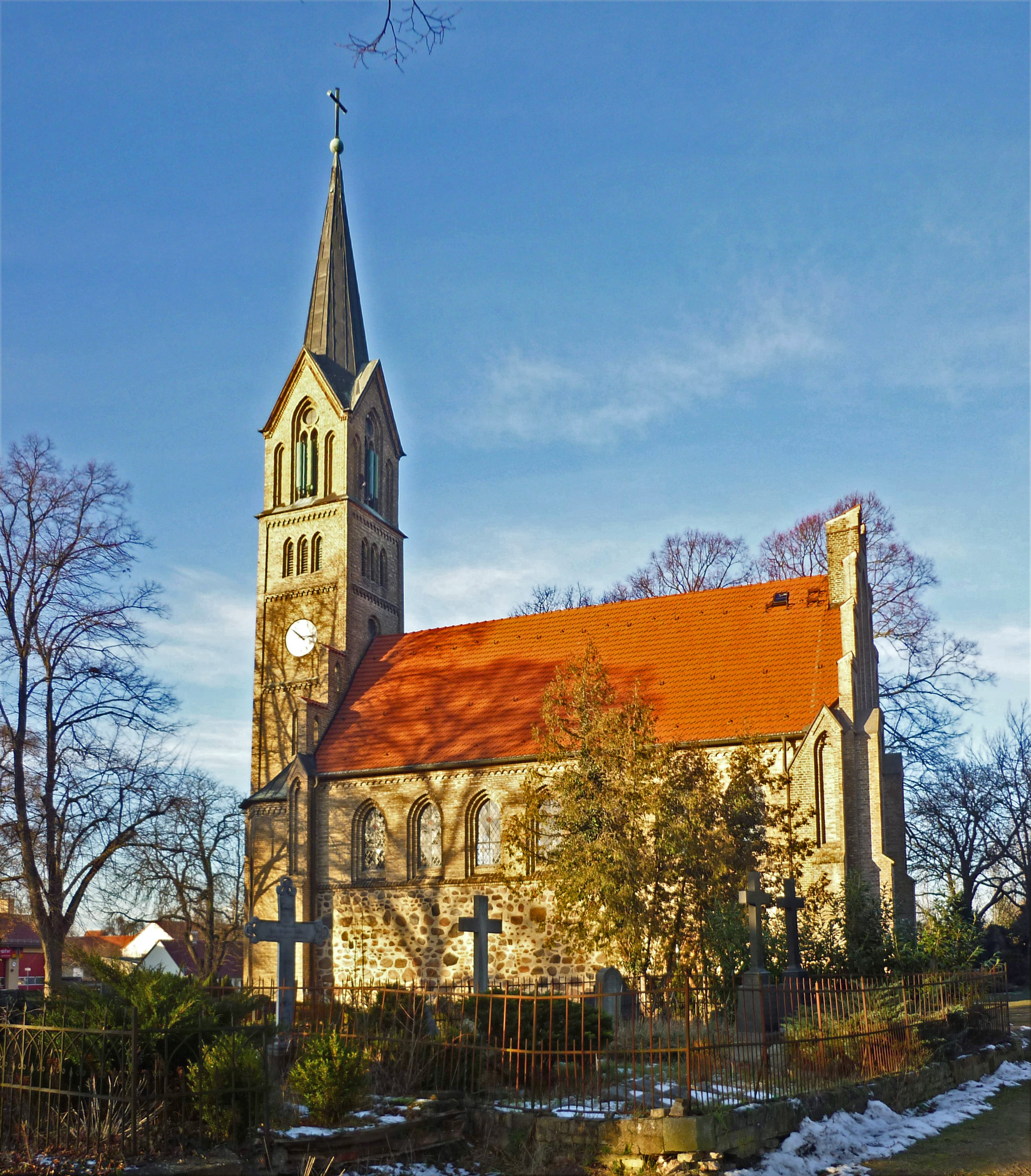
Dorfkirche Glindow

Die evangelische Dorfkirche Glindow ist eine neugotische Saalkirche in Glindow, einem Ortsteil der Stadt Werder (Havel) im Landkreis Potsdam-Mittelmark im Land Brandenburg. Die Kirchengemeinde gehört zum Kirchenkreis Potsdam der Evangelischen Kirche Berlin-Brandenburg-schlesische Oberlausitz.

## Lage
Die Landstraße 90 führt als Dr.-Külz-Straße in Nord-Süd-Richtung durch den Ort. Nördlich des historischen Dorfzentrums steht die Kirche östlich dieser Straße auf einem Grundstück, das mit einer Mauer aus unbehauenen und nicht lagig geschichteten Feldsteinen eingefriedet ist.

## Geschichte
1317 wurde der Ort erstmals urkundlich erwähnt und stand unter dem Einfluss des Klosters Lehnin. Die Zisterzienser errichteten vermutlich zu einem recht frühen Zeitpunkt bereits einen Vorgängerbau, denn bereits in der Zeit um 1450 wurde eine Pfarrkirche im Ort erwähnt. Nach der Reformation gelangte das Kirchenpatronat an den Kurfürsten. Die Kirchengemeinde gibt in einem Kirchenführer an, dass das Bauwerk nach dem Dreißigjährigen Krieg verfiel. 1710 kam es lt. Dehio-Handbuch zu einem Brand, bei dem die Kirche bis auf die Grundmauern zerstört wurde. Auf den Resten der Fundamente errichteten Handwerker aus Feldsteinen daraufhin einen neuen Bau, den sie durch einen Kirchturm aus Fachwerk ergänzten. Dieser war jedoch 1843 bereits baufällig geworden und musste abgetragen werden. Handwerker errichteten einen frei stehenden Glockenturm neben der Kirche, in denen zwei Glocken hingen. Gleichzeitig war die Bevölkerungsanzahl stark angestiegen, so dass die Kirchengemeinde über einen Neubau nachdachte.
Der Regierungsbaumeister Christian Heinrich Ziller legte daraufhin einen ersten Entwurf vor, woraufhin August Soller einen Gegenentwurf präsentierte. Dieser sah einen Neubau unter Einbeziehung der Seitenwände des Vorgängerbaus im Rundbogenstil vor. Friedrich Wilhelm IV. beauftragte schließlich August Stüler, auf der Grundlage des Soller´schen Entwurfs mit der Planung. Die Bauarbeiten unter der Leitung von Ziller begannen im Jahr 1852 und wurden mit der Kirchweihe am 8. November 1853 erfolgreich beendet. Stüler übernahm dabei einige Ideen Sollers, darunter vor dem Staffelgiebel angeordnete Turm mit einem polygonalen Treppentürmchen. Bereits 1871 zersprang einer der beiden Glocken just zu einer Zeit, als die Gemeinde darüber nachdachte, neue Glocken aus Stahl aus dem Bochumer Verein anzuschaffen. 1896 erhielt das Bauwerk eine Turmuhr. Um 1900 erwarb die Gemeinde ein Harmonium von Emil Müller aus Werdau.
Schäden aus dem Ersten und Zweiten Weltkrieg sind nicht bekannt. Allerdings musste die Kirchengemeinde die 1925 von den Mitteldeutschen Stahlwerken gegossene Glocke aus Bronze im Jahr 1942 im Zuge einer Metallspende des deutschen Volkes abgeben.
Von 1962 bis 1964 ließ die Kirchengemeinde nach einem Entwurf des deutschen Architekten Winfried Wendland den Innenraum renovieren und weißen. Die Kanzel wurde an die nördliche Wand und damit näher an die Gemeinde versetzt; die Mensa steht seit dieser Zeit frei im Raum. Oberhalb des Altars befand sich eine auf den Putz aufgemalte Ehrung für die Gefallenen aus dem Ersten Weltkrieg, die übermalt wurde. Die Gedenktafel für die Gefallenen aus den Weltkriegen hängen seit dieser Zeit im Turmvorraum. 1964 erwarb die Kirchengemeinde eine zweite Glocke. 1985 erhielt der Kirchturm eine neue Eindeckung aus Kupfer; ein Jahr später die Glocken einen elektrischen Antrieb. 1989 ersetzten Handwerker die Kirchenfenster und ein Jahr später den Dachstuhl und die Eindeckung. 1993 begann eine umfangreiche Sanierung der Kirche. Dabei wurde unter anderem die Heizung unter den Bänken entfernt und das Gestühl denkmalgerecht wiederhergestellt. 1994 wurde das Geläut instand gesetzt. 2003 wurde die ursprüngliche Farbfassung des Innenraums wiederhergestellt.

## Baubeschreibung

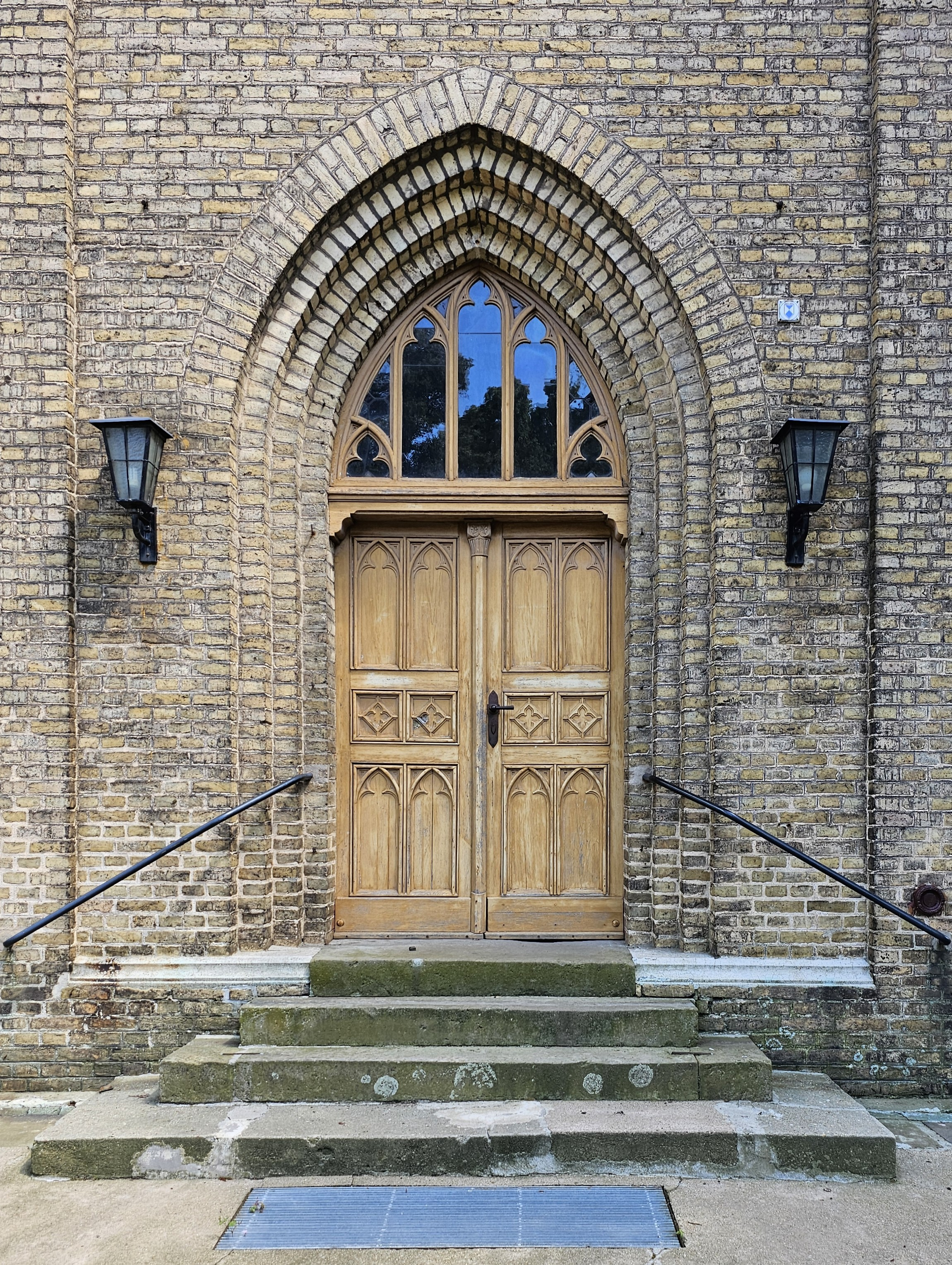
Portal

Das Bauwerk wurde im Wesentlichen aus gelblichem Joachimsthaler Mauerstein errichtet. Dabei wurden die Umfassungsmauern des Vorgängers mit einbezogen. Dies zeigt sich beispielsweise am Chor. Er ist gerade nicht eingezogen. Im unteren Bereich verwendeten Handwerker Feldsteine, darüber gelblichen Mauerstein. Im mittleren Bereich sind drei große segmentförmige Blenden, die von zwei seitlichen, zweifach getreppten Strebepfeilern begleitet werden. Sie schließen mit Fialen ab. Der gestaffelte Ostgiebel ist vergleichsweise prachtvoll gestaltet. Er ist in insgesamt sieben spitzbogenförmige Felder gegliedert, in die kleine, ebenfalls spitzbogenförmige Fenster eingearbeitet wurden.
Das Kirchenschiff hat einen rechteckigen Grundriss. Der untere Bereich besteht wiederum aus Feldsteinen, darüber sind an der Nordseite sieben spitzbogenförmige Fenster mit einem abgetreppten Gewände. Die Südseite ist identisch aufgebaut. Lediglich am östlichen Teil ist ein hochrechteckiger Anbau, der als Sakristei genutzt wird. Das Schiff trägt ein schlichtes Satteldach.
Nach Westen schließt sich der rund 40 Meter hohe Kirchturm an. Er hat einen quadratischen Grundriss und ist gegenüber dem Schiff stark eingezogen. Seitlich sind zwei polygonale Treppentürme mit je einer Pforte und einem darüberliegenden, hochrechteckigen Fenster. Sie gehen auf den Entwurf Sollers zurück. Das Bauwerk kann durch eine große, spitzbogenförmige Pforte von Westen her betreten werden. Darüber ist ein Ochsenauge, gefolgt von einem nach unten geöffneten Fries. Oberhalb des Erdgeschosses sind an den drei zugänglichen Seiten je ein spitzbogenförmiges Fenster. Es folgt ein weiterer Fries, ein Geschoss mit je einer Turmuhr sowie oberhalb eines weiteren Frieses das Glockengeschoss. Hier sind an jeder Seite drei spitzbogenförmige Fenster, darüber je eine Klangarkade. Der Turm schließt mit einem achtfach geknickten Turmhelm mit Turmkugel und Kreuz ab.

## Ausstattung

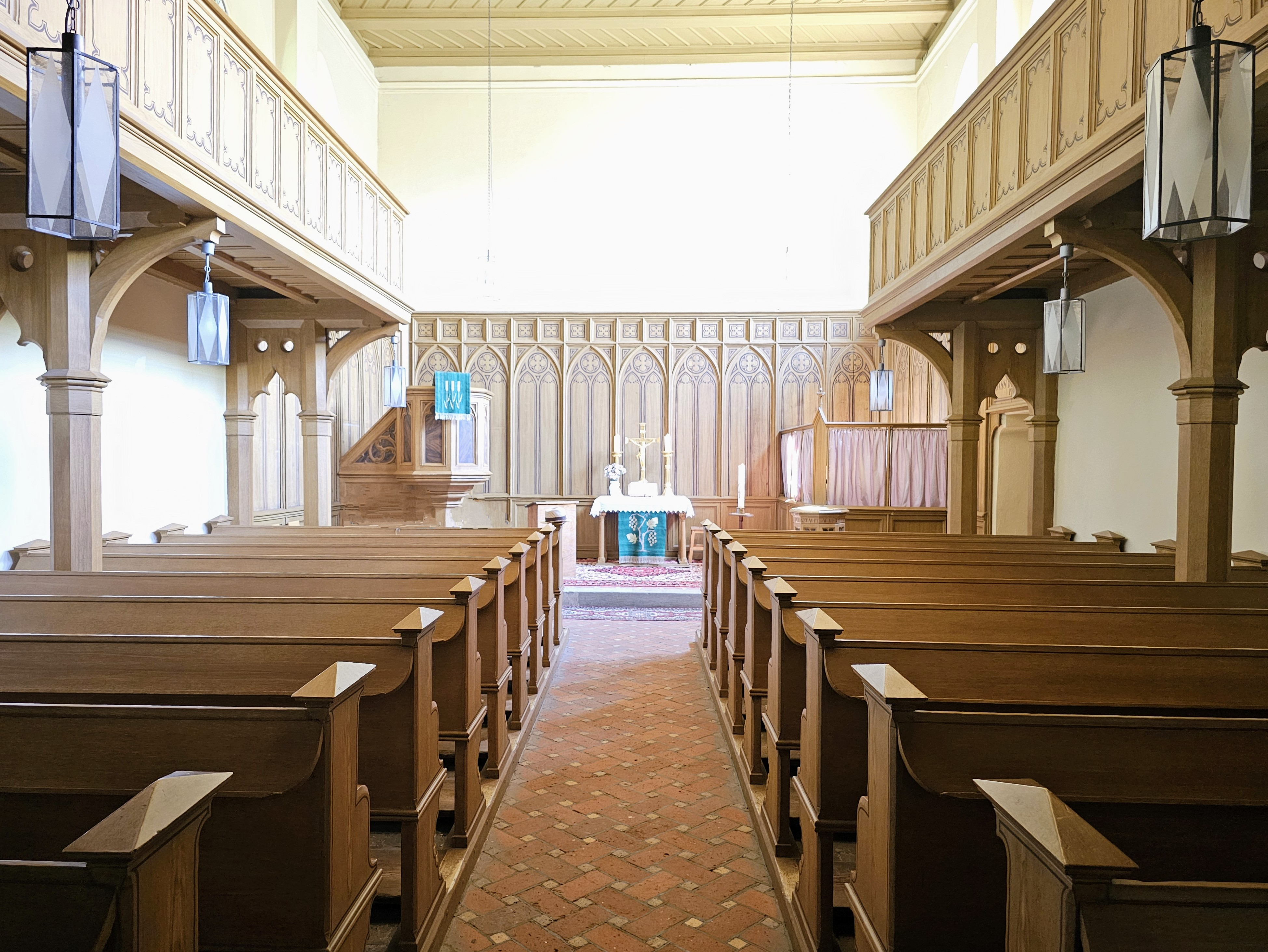
Innenraum

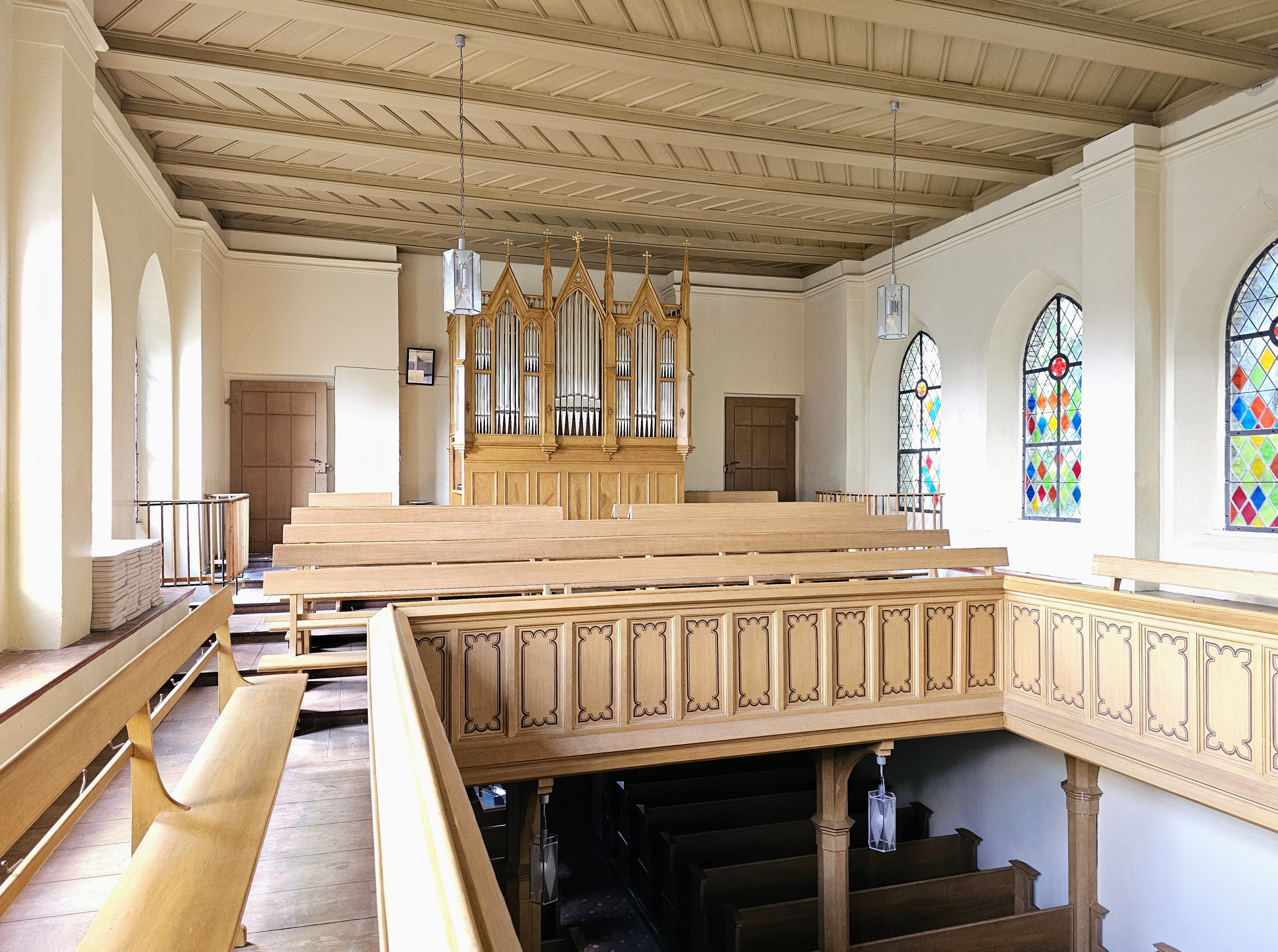
Blick zur Orgel

Die Kirchenausstattung ist im Wesentlichen einheitlich und stammt aus dem Jahr 1852. Die hölzerne Mensa war ein Geschenk Friedrich Wilhelm IV. Sie besteht aus einer Tischplatte, die auf vier Säulen mit Kapitellen ruht. Dahinter befand sich ursprünglich die Kanzel aus demselben Jahr. Sie wurde 1962 an die Nordwand des Chors versetzt und dabei verändert. Im 21. Jahrhundert steht auf der Mensa ein Leuchterpaar sowie ein Kruzifix aus der Erbauungszeit. Der polygonale Ständer der Fünte ist ebenfalls ein Geschenk des Königs. Er wurde aus Holz gearbeitet und ist mit neugotischen Ornamenten verziert.
Die Hufeisenempore aus Holz steht auf polygonalen Holzstützen. Die Brüstung ist geschlossen; die Rechteckfelder mit Maßwerk verziert.
Die Orgel schuf der Orgelbauer Carl Ludwig Gesell im Jahr 1853. Das Instrument besitzt neun Register auf einem Manual und Pedal und ist 
hinter einem neugotischen Prospekt verbaut. 1884 führte Gesells Sohn Carl Eduard Gesell einige Ausbesserungsarbeiten durch. 1973 erfolgte durch Wolfgang Nußbücker eine Sanierung. Die Alexander Schuke Orgelbau GmbH, die aus der Orgelbauwerkstatt von Carl Ludwig Gesell hervorging, restaurierte das Instrument im Jahr 2020. Die Prospektpfeifen konnten mithilfe von originalen Archivunterlagen von Gesell in Zinn wiederhergestellt werden. Hinzu kommt ein Harmonium aus der Zeit um 1900, das von Georg Emil Müller in Werdau hergestellt wurde.
Im Turm hängen zwei Glocken, von denen eine aus der Glockengießerei C. Voss und Sohn aus Stettin stammt. Sie wurde 1873 hergestellt. Die zweite Glocke wurde 1964 in der Glockengießerei in Apolda gegossen.